# Enjoy Yourself (альбом Кайли Миноуг)
Enjoy Yourself  (с англ. — «Наслаждайся») — второй студийный альбом австралийской певицы Кайли Миноуг, выпущенный 9 октября 1989 года в Великобритании на лейбле PWL и 6 ноября того же года в Австралии на Mushroom Records. В январе 1990 года звукозаписывающая компания Geffen Records осуществила релиз диска в Северной Америке. После выпуска успешного дебютного альбома Kylie (1988) в феврале 1989 года Миноуг воссоединилась с продюсерской командой Сток, Эйткен и Уотерман в Лондоне для записи следующей пластинки. Работа над музыкальным материалом для лонгплея, которую певица совмещала со съёмками в фильме «Преступники», проходила с февраля по июль 1989 года. Авторами и продюсерами девяти из десяти композиций с альбома выступили Сток, Эйткен и Уотерман.
Enjoy Yourself — альбом в стиле бабблгам-поп с значительным влиянием танцевальной поп-музыки, синти-попа и диско, тексты песен которого повествуют о любви. Пластинка получила смешанные отзывы критиков, которые раскритиковали её за сходство с дебютным студийным релизом исполнительницы. Альбом дебютировал с первой строчки хит-парада Великобритании и был признан шестым наиболее продаваемым диском в этой стране в 1989 году. В январе 1990 года Британская ассоциация производителей фонограмм (BPI) четырежды присвоила лонгплею статус платинового. Кроме того, Enjoy Yourself закрепился в первой десятке музыкальных рейтингов Австралии и Новой Зеландии. В США альбом не имел успеха и не попал в крупные хит-парады, в связи с чем рекорд-лейбл Geffen Records принял решение прекратить сотрудничество с певицей.
В качестве синглов с пластинки было выпущено четыре композиции, две из которых — «Hand on Your Heart» и «Tears on My Pillow» — возглавили британский чарт, а две остальные — «Wouldn't Change a Thing» и «Never Too Late» — закрепились в его первой пятёрке. Всем четырём песням также удалось попасть в первую двадцатку хит-парадов Австралии и Ирландии. В рамках промокампании альбома Миноуг гастролировала с концертными программами Disco in Dream (1989) и Enjoy Yourself Tour (1990), посетив города Австралии, Великобритании и Азии. В 2015 году Enjoy Yourself был впервые переиздан в Великобритании, что позволило ему вернуться в общенациональный хит-парад страны.

## История создания
В 1986 году Кайли Миноуг получила известность как актриса благодаря роли школьницы Шарлин Робинсон в австралийском телевизионном сериале «Соседи». Этот сериал пользовался большим успехом в Великобритании: так, свадебный эпизод из сюжетной арки о романе между персонажем Кайли и персонажем Джейсона Донована собрал аудиторию в 20 миллионов британских зрителей. В начале 1987 года Миноуг подписала контракт со звукозаписывающей компанией Mushroom Records и через год выпустила дебютный альбом Kylie. Пластинка возглавила хит-парад Великобритании и стала самым продаваемым альбомом в стране в 1988 году. В австралийском чарте Kylie удалось достичь второго места и Австралийская ассоциация звукозаписывающих компаний (ARIA) вскоре четырежды присвоила диску платиновый статус. Кроме того, синглам с пластинки «I Should Be So Lucky», «The Loco-Motion» и «Got to Be Certain» также сопутствовал успех в хит-парадах. Альбом помог Миноуг начать карьеру поп-исполнительницы, в то время когда немногие состоявшиеся актёры в те годы решались на запись собственного диска.
В ноябре 1988 года Миноуг записала композицию «Especially for You», исполненную в дуэте с Джейсоном Донованом. Песня возглавила хит-парад Великобритании и стала четвёртым наиболее успешным синглом в стране по итогам 1988 года. В феврале 1989 года певица воссоединилась с продюсерами Стоком, Эйткеном и Уотерманом, написавшими материал для её дебютного диска, и приступила к записи следующего студийного альбома, работа над которым проходила в студии PWL в Лондоне. По словам Пита Уотермана, команда подходила к рабочему процессу с энтузиазмом: «Мы совсем не нервничали, записывая второй альбом. Мы работали словно белки в колесе, и нам это нравилось». Права на диск были зарегистрированы на совладельца лейбла PWL Дэвида Хауэлла.
В апреле того же года Миноуг получила главную роль Лолы Ловелл в австралийском фильме «Преступники» режиссёра Дэвида Томпсона. Пытаясь утвердиться в качестве серьёзной актрисы, Миноуг полагала, что роль бунтарки дистанцирует её от образа девочки с соседнего двора из сериала «Соседи». Съёмочный процесс начался в мае в городе Мэриборо (Квинсленд) и продолжался около двух месяцев. Вскоре Миноуг возобновила работу над пластинкой в Лондоне на три недели вплоть до июля. Трёхнедельные сессии проходили очень усиленно, поскольку певица всё ещё участвовала в промокампании дебютного альбома. В качестве саундтрека к «Преступникам» Миноуг записала кавер-версию композиции американского соул-коллектива Little Anthony and the Imperials «Tears on My Pillow», которую впервые услышала за обедом у продюсера Пита Уотермана. В июле во время последних сессий записи альбома певица завершила работу над песней «Never Too Late».

## Музыка и тексты песен

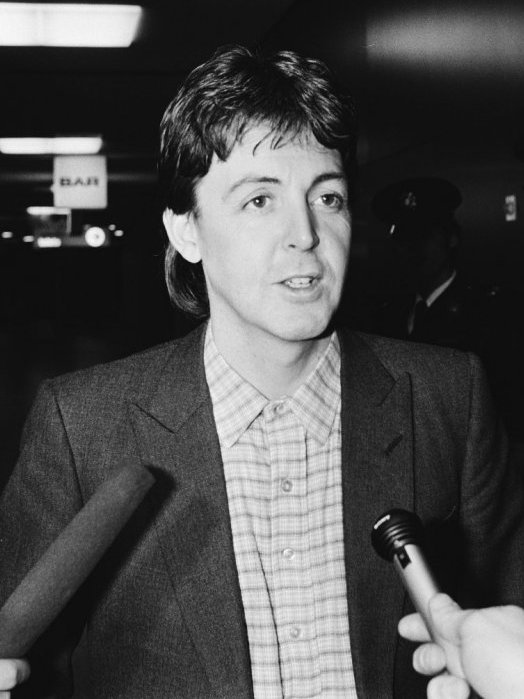
В композициях «Tell Tale Signs» и «My Secret Heart» музыкальные критики нашли сходство с сольными работами участника группы The Beatles Пола Маккартни

Британская продюсерская команда Сток, Эйткен и Уотерман написала и спродюсировала практически все песни с пластинки, за исключением «Tears on My Pillow», созданной ещё в 1958 году Сильвестром Брэдфордом и Эл Льюисом. Певица и продюсеры решили сделать Enjoy Yourself более разноплановым в плане звучания по сравнению с дебютным диском, который по большей части был наполнен танцевальной музыкой. По словам Миноуг, в альбом вошло много разных песен, в частности, «что-то вроде оркестрового номера в стиле 50-х годов». Исполнительница также делилась мнением, что Enjoy Yourself включает в себя более интересные треки, чем Kylie. В альбоме содержатся много басовых линий в стиле R&B, которые, по словам Майка Стока, отражают различные аспекты поп-музыки и придают пластинке «немного более проникновенный, более американский оттенок, эдакое серьёзное ощущение». Продюсер написал простые тексты о любви с целью придать песням «дополнительное значение и глубину».
Музыкальные критики охарактеризовали Enjoy Yourself как альбом в стиле бабблгам-поп с значительным влиянием танцевальной поп-музыки, синти-попа и диско, тексты песен которого повествуют о любви. Рецензенты также обращали внимание на сходство композиций пластинки с дебютной работой певицы. Ник Левин с сайта Digital Spy отозвался о звучании диска как о «щегольской, пластмассовой поп-музыке Стока, Эйткена и Уотермана». Джо Суини из PopMatters отметил, что Миноуг больше не приходится преодолевать разрыв между поп-музыкой и танцевальной, и что певица пробует свои силы в исполнении баллад и песен в стиле ду-вопа. Корреспондент журнала Exclaim! Ян Гормели сравнил Enjoy Yourself с работами американских поп-певиц Тиффани и Дебби Гибсон. Корреспондент Entertainment Focus Гэри Джеймс назвал альбом хорошим сочетанием музыки в стиле песен с дебютного диска исполнительницы и звучания 50-х и 60-х годов.
Альбом начинается с трека «Hand on Your Heart» — композиции с мощным битом, в которой обсуждаются доверие и важность общения в отношениях. Ощутимое влияние на песню оказали записи американских соул-коллективов Ten City («That’s the Way Love Is») и The Isley Brothers («This Old Heart of Mine (Is Weak for You)»). В «Wouldn't Change a Thing» рассказывается о любви к человеку вопреки недопониманию окружающих, в то время как текст «Never Too Late» носит оптимистический характер. Обозреватель журнала Number One Колин Ирвин отметил, что оба трека имеют лёгкий и сочный темп и отнёс их к стилю танцевальной поп-музыки; кроме того, рецензент сравнил композицию «Never Too Late» с работами Джейсона Донована. Весёлый и жизнерадостный трек «Nothing to Lose» повествует о том, как лирическая героиня идёт на риск, чтобы получить то, чего она хочет. Далее следует песня «Tell Tale Signs» — сентиментальная блюзовая композиция с влиянием джаза, особое место в которой занимают струнные. В ней певица распознаёт признаки, намекающие на окончание отношений. В барокко-поп-композиции «My Secret Heart» содержатся необычные ритмы, переходы из одной тональности в другую, прерывистые звуки виолончели и весёлая лирика. Об этом треке Миноуг отозвалась как о непорочной и полной надежд сказочной песне, которая напомнила ей романтические голливудские фильмы 1940-х годов. Музыкальные критики сравнивали композиции «Tell Tale Signs» и «My Secret Heart» с сольными работами участника группы The Beatles Пола Маккартни.
Седьмой по счёту трек на пластинке «I’m Over Dreaming (Over You)» певица исполняет в праздничной и радостной манере. Песня повествует о способности найти в себе силы расстаться с любимым человеком. Колин Ирвин из Number One высказал мнение, что в балладе «Tears on My Pillow», которая отличается от одноимённого регги-хита Джонни Нэша, Миноуг звучит самобытно. Обозреватель сайта Digital Spy, однако, назвал трек «странным ретро-моментом» на пластинке. Свою версию этой песни Миноуг охарактеризовала как «плавную и лёгкую для прослушивания» и посчитала её верной оригиналу. В мелодичной композиции «Heaven and Earth», в которой демонстрируются взгляды певицы на экологические проблемы, Миноуг призывает людей беречь окружающую среду. Альбом завершается заглавным треком, который напоминает людям о необходимости быть счастливыми и получать удовольствие от жизни. Ник Левин с Digital Spy назвал «Enjoy Yourself» «праздничной песней, призывающей наслаждаться моментом», которая определила следующий альбом Миноуг.

## Название и обложка
Изображение для обложки альбома сделал фотограф Саймон Фаулер. На снимке изображена улыбающаяся певица, одетая в чёрное мини-платье, на голове у неё блестящая золотистая шляпа. По словам Миноуг, она очень удивилась выбору именно этого изображения для обложки, поскольку на нём немного приоткрыто её тело. «[Шляпу] купили в Лондоне. Я сейчас очень увлекаюсь блёстками… Хотя я не думаю, что стала бы ходить в ней по улице», — вспоминала певица. Аналогично предыдущему альбому, обложка Enjoy Yourself была сделана с целью представить Миноуг в образе беззаботной девчушки, а не «какой-то иконы на пьедестале». Воплощения той же стратегии других артистов лейбла PWL, позирующих со шляпами, можно увидеть на обложках Mandy Мэнди Смит (1988) и Everybody Knows Сони (1990). В названии диска Enjoy Yourself (с англ. — «Наслаждайся») отражён девиз Миноуг — жить с позитивным настроем перед лицом трудностей.
Релиз пластинки в Великобритании состоялся 9 октября 1989 года на лейбле PWL. 6 ноября того же года звукозаписывающая компания Mushroom Records выпустила диск в Австралии. В том же месяце в Японии вышло ограниченное издание альбома, которое включало в себя фотокарточки, стикеры и буклет с текстами песен. В 1990 году рекорд-лейбл Geffen Records осуществил релиз диска в Северной Америке; американское издание альбома вышло с другой обложкой, в качестве бонус-трека в него вошла песня «Especially for You». Кроме того, в 1989 году PWL выпустил в Великобритании и Японии видеоальбом на VHS под названием Kylie: The Videos 2, который включал в себя интервью с певицей, а также видеоклипы на композиции «It’s No Secret», «Hand on Your Heart», «Wouldn’t Change A Thing» и «Never Too Late». В 1993 и 1995 году Enjoy Yourself был переиздан в Японии лейблом WEA, а в 2012 году PWL анонсировал собственное японское переиздание диска, включавшее в себя бонус-треки и ремиксы. В октябре 2014 года было объявлено о том, что PWL совместно с британским независимым лейблом Cherry Red Records планирует переиздать Enjoy Yourself наряду с тремя другими альбомами певицы: Kylie, Rhythm of Love и Let's Get to It. Обновлённые версии пластинок изначально предполагалось выпустить 27 октября 2014 года, но дату релиза вскоре перенесли на 9 февраля 2015-го. Альбомы были оцифрованы с оригинальных студийных магнитофонных лент, и после ремастеринга стали доступны на виниле, CD и DVD. Таким образом, эти пластинки впервые вышли в Великобритании с момента их первоначального релиза в конце 1980-х — начале 1990-х годов.

## Продвижение

### Выступления и тур

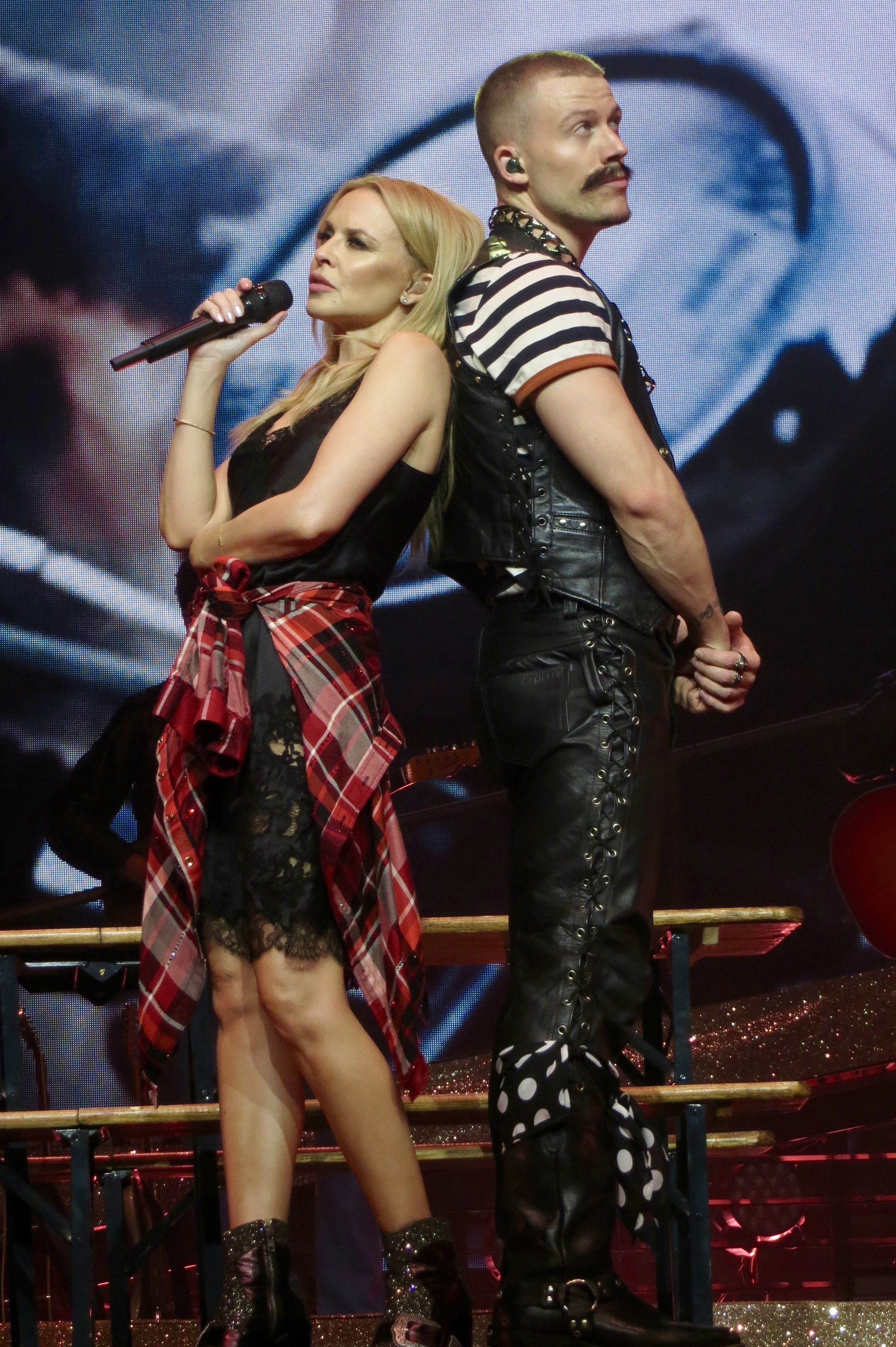
Кайли Миноуг исполняет композицию «Wouldn't Change a Thing» во время одного из концертов в рамках гастрольного тура Golden Tour (2018-19)

В первую неделю релиза пластинки стартовала рекламная кампания стоимостью 250 000 фунтов стерлингов, которая проводилась на телевидении, в подростковых журналах и музыкальных изданиях. В октябре 1989 года Миноуг отправилась в свой первый гастрольный тур Disco in Dream, в рамках которого исполняла композиции из альбомов Kylie и Enjoy Yourself. Гастроли начались в Японии, где певица выступала перед аудиторией почти в 40 000 человек на стадионе «Токио Доум». Позже певица вместе с другими артистами лейбла PWL отправилась в десятидневный тур по городам Великобритании, который привлёк 170 000 человек. Спонсируемая местными радиостанциями, серия выступлений проходила под названием The Hitman Roadshow.
С февраля по май 1990 года Миноуг гастролировала с концертной программой Enjoy Yourself Tour. В феврале певица дала три больших концерта в Австралии; выручка с продажи 10 000 билетов только на одно шоу составила три миллиона долларов. В апреле и мае прошли выступления по городам Европы и Юго-Восточной Азии. После завершения гастролей Миноуг передала Центру искусств Мельбурна тринадцать костюмов, в которых выступала на концертах в рамках обоих туров: три наряда певица подарила Центру в 1991 году, два — в 2008-м, а все остальные костюмы она отдала в программу культурных подарков в 2004 году.

### Синглы
В апреле 1989 года состоялась премьера ведущего сингла с пластинки «Hand on Your Heart»; его би-сайдом стал трек «Just Wanna Love You». В марте, за месяц до официального релиза композиции, на экраны вышел видеоклип, снятый в Мельбурне, по сюжету которого Миноуг прогуливается по съёмочной площадке и танцует. Поскольку на тот момент Миноуг снималась в фильме «Преступники», промоушен сингла был весьма умеренным. Тем не менее песня стала третьим хитом исполнительницы, возглавившим британский чарт. В хит-параде Австралии композиция закрепилась на четвёртой строчке. Кроме того, «Hand on Your Heart» добралась до первого места в ирландском чарте и попала в первую десятку музыкальных рейтингов Франции и Швейцарии. В июле вышел второй сингл «Wouldn't Change a Thing». В сентябре композиция дебютировала под вторым номером в британском хит-параде и закрепилась на шестой позиции в музыкальном чарте Австралии. Клип на «Wouldn’t Change a Thing» стал первой видеоработой Миноуг, снятой в Великобритании.
В качестве третьего сингла с Enjoy Yourself изначально планировалось выпустить заглавный трек, однако вместо него вышла песня «Never Too Late». Такое решение было принято незадолго до релиза композиции, состоявшегося 23 октября 1989 года. Би-сайдом к треку послужил мегамикс из песен из альбома Kylie, получивший название «Kylie’s Smiley Mix». «Never Too Late» добралась до четвёртого места в британском хит-параде и стала пятым хитом Миноуг, возглавившим ирландский чарт. В видеоклипе на эту песню Миноуг сменила несколько образов: так, на протяжении ролика она танцует в нарядах ковбойши, танцовщицы диско из 1970-х, китайской женщины с веером и флэппера из 1920-х годов. Последним синглом с пластинки стала композиция «Tears on My Pillow», выпущенная также в поддержку фильма «Преступники». Её релиз состоялся в начале января 1990 года. Песня дебютировала со второй строчки в британском чарте, что сделало её таким образом девятым синглом певицы, попавшим в первую пятёрку этого хит-парада, и четвёртым — дебютировавшим под вторым номером. Вскоре композиции удалось возглавить чарт, что позволило ей стать четвёртым хитом Миноуг, закрепившимся на первой строчке музыкального рейтинга Великобритании. Песня была издана на 12-дюймовой пластинке, в качестве би-сайда к синглу послужил трек «We Know the Meaning of Love». «Tears on My Pillow», так же, как и «Never Too Late», попала в первую двадцатку хит-парадов Австралии и Нидерландов.

## Восприятие

### Реакция критиков
| Оценки критиков               | Оценки критиков |
| Источник                      | Оценка          |
| ----------------------------- | --------------- |
| AllMusic                      | [ 27 ]          |
| Calgary Herald                | C-              |
| Chicago Tribune               | [ 74 ]          |
| Digital Spy                   | [ 33 ]          |
| Encyclopedia of Popular Music | [ 75 ]          |
| PopMatters                    | [ 34 ]          |
| Q                             | [ 76 ]          |
| Rolling Stone                 | [ 30 ]          |
| Smash Hits                    | [ 77 ]          |

Enjoy Yourself получил смешанные отзывы критиков, многие из которых сравнивали пластинку с дебютным альбомом певицы. Автор биографической книги о певице Шон Смит и корреспондент журнала People назвали диск скучным продолжением Kylie и «ещё одним альбомом Шарлин». Ричард Лоу из журнала Smash Hits и Ник Левин с сайта Digital Spy высказали мнение, что несмотря на отсутствие сильных мелодий, в альбоме всё же больше разнообразия по сравнению с первой студийной работой певицы. Обозреватель журнала Number One Колин Ирвин отметил, что Enjoy Yourself позволил Миноуг дистанцироваться от типичных песен Стока, Эйткена и Уотермана. Крис Тру с сайта AllMusic назвал пластинку «хорошим компаньоном дебютному диску певицы» и подчеркнул, что продюсеры «понимали, с чем имеют дело, и создали песни, которые подогрели интерес общественности к Кайли».
Ряд обозревателей раскритиковал продюсирование диска и вокальные способности певицы. Рецензент журнала Rolling Stone Арион Бергер в своём отрицательном обзоре назвал голос Миноуг «ужасным», а музыку пластинки — «бестолковой». Корреспондент журнала People высказал мнение, что продюсеры превзошли саму певицу, о которой критик отозвался как о «винтике в механизме серого шума». Джо Суини с сайта PopMatters в своём ретроспективном обзоре 2015 года, напротив, назвал продюсирование пластинки весьма амбициозным и отметил, что вокальные способности Миноуг заметно улучшились. Звучание альбома, однако, рецензент охарактеризовал как «плохое свидетельство творческого роста». Кейтлин О’Коннор Криви из Chicago Tribune сочла пластинку непродуманной и заурядной. Обозреватель журнала Billboard высказал мнение, что сгенерированные на компьютере песни вряд ли получат «Нобелевскую премию за глубокомысленность», но юным поклонникам певицы они придутся по вкусу. Рецензент также выделил композицию «Tears on My Pillow», которая звучит вполне «естественно для американского слушателя».
Корреспондент электронного журнала Slant Сэл Чинквемани в своей ретроспективной рецензии 2018 года написал, что в плане звучания Enjoy Yourself во многом напоминает дебютный альбом исполнительницы, отметив, что между дисками «нет особой разницы». Чинквемани поместил Enjoy Yourself на предпоследнюю, тринадцатую строчку в рейтинге лучших альбомов Миноуг. Музыкальный критик Мэтью Хоктер в своём обзоре, посвящённому 30-летию пластинки, назвал её «отличным поп-альбомом» и отметил, что несмотря на недостаток творческого контроля над своими записями в период сотрудничества со Стоком, Эйткеном и Уотерманом, Миноуг всё же удалось создать альбом, который сегодня считается классикой. Британский автор Колин Ларкин из «Энциклопедии популярной музыки» поставил диску три звезды из пяти возможных, что соответствует в его критериях значимости «рекомендуемой к прослушиванию» записи. В 1990 году на премии ARIA Music Awards Enjoy Yourself принёс Миноуг номинацию в категории «Лучшая исполнительница». В том же году на церемонии награждения Logie Awards видео на песню «Never Too Late» было признано «Самым популярным видеоклипом».

### Коммерческий успех
Enjoy Yourself дебютировал с первой строчки британского хит-парада и продержался в первой двадцатке чарта 16 недель. Лонгплей занял шестую строчку в рейтинге самых продаваемых альбомов в Великобритании в 1989 году, и к 1 января 1990 года Британская ассоциация производителей фонограмм (BPI) четырежды присвоила ему платиновый статус. 15 февраля 2015 года, после выпуска переиздания, альбом вернулся в британский хит-парад, закрепившись на 94-й позиции. В австралийском музыкальном чарте диск дебютировал под 15-м номером, перепрыгнув на девятую строчку на следующей неделе. В январе 1990 года Австралийская ассоциация звукозаписывающих компаний (ARIA) присвоила пластинке платиновый статус, её продажи в этой стране превысили 70 000 экземпляров. В музыкальном рейтинге Новой Зеландии Enjoy Yourself дебютировал с 16-й строчки, а спустя три недели закрепился на шестой. В июне 1990 года Новозеландская ассоциация звукозаписывающих компаний (RIANZ) отметила альбом золотой сертификацией.
Enjoy Yourself стал первым альбомом Миноуг, попавшим в хит-парад Японии; в этом чарте диск закрепился на седьмой строчке. В ноябре 1989 года Японская ассоциация звукозаписывающих компаний присвоила пластинке золотой статус, её продажи в Японии к 2006 году превысили 49 000 экземпляров. Кроме того, диск отметился в первой тридцатке музыкальных рейтингов Финляндии, Франции и Швейцарии. В Северной Америке Enjoy Yourself не имел успеха: альбому не удалось попасть в крупные чарты, и вскоре американский звукозаписывающий лейбл Geffen Records расторг контракт с певицей. Enjoy Yourself оставался единственной студийной работой Миноуг, выпущенной в этом регионе, до 2002 года, когда компания Capitol Records осуществила релиз её восьмого альбома Fever.

## Список композиций
Авторы и продюсеры всех композиций — Сток, Эйткен и Уотерман, если не указано иное.
| №                   | Название                       | Автор(ы)                      | Длительность |
| ------------------- | ------------------------------ | ----------------------------- | ------------ |
| 1.                  | «Hand on Your Heart»           |                               | 3:54         |
| 2.                  | «Wouldn't Change a Thing»      |                               | 3:17         |
| 3.                  | «Never Too Late»               |                               | 3:27         |
| 4.                  | «Nothing to Lose»              |                               | 3:24         |
| 5.                  | «Tell Tale Signs»              |                               | 2:29         |
| 6.                  | «My Secret Heart»              |                               | 2:44         |
| 7.                  | «I'm Over Dreaming (Over You)» |                               | 3:27         |
| 8.                  | «Tears on My Pillow»           | Сильвестр Брэдфорд и Эл Льюис | 2:33         |
| 9.                  | «Heaven and Earth»             |                               | 3:47         |
| 10.                 | «Enjoy Yourself»               |                               | 3:43         |
| Общая длительность: | Общая длительность:            | Общая длительность:           | 32:56        |

| №                   | Название                                          | Длительность |
| ------------------- | ------------------------------------------------- | ------------ |
| 11.                 | «Especially for You (дуэт с Джейсоном Донованом)» | 4:04         |
| Общая длительность: | Общая длительность:                               | 36:57        |

| №  | Название                                    | Длительность |
| -- | ------------------------------------------- | ------------ |
| 1. | «It's No Secret» (Видео)                    |              |
| 2. | «Hand on Your Heart» (Альтернативное видео) |              |
| 3. | «Wouldn't Change a Thing» (Видео)           |              |
| 4. | «Never Too Late» (Видео)                    |              |
| 5. | «Интервью»                                  |              |

| №   | Название                                   | Длительность |
| --- | ------------------------------------------ | ------------ |
| 11. | «Just Wanna Love You»                      | 3:32         |
| 12. | «We Know the Meaning of Love»              | 3:31         |
| 13. | «Hand on Your Heart» (The Great Aorta Mix) | 6:26         |
| 14. | «Wouldn't Change a Thing» (Your Thang Mix) | 7:15         |
| 15. | «Never Too Late» (Extended)                | 6:10         |
| 16. | «I'm Over Dreaming (Over You)» (Extended)  | 4:56         |
| 17. | «Tears on My Pillow» (12" version)         | 4:20         |

| №   | Название                                   | Длительность |
| --- | ------------------------------------------ | ------------ |
| 11. | «Especially for You»                       | 4:00         |
| 12. | «All I Wanna Do Is Make You Mine»          | 3:38         |
| 13. | «Just Wanna Love You»                      | 3:32         |
| 14. | «We Know the Meaning of Love»              | 3:31         |
| 15. | «Hand on Your Heart» (The Great Aorta Mix) | 6:26         |
| 16. | «Wouldn't Change a Thing» (Your Thang Mix) | 7:15         |
| 17. | «Never Too Late» (Extended Version)        | 6:10         |
| 18. | «Tears on My Pillow» (Extended Version)    | 4:05         |
| 19. | «Especially for You» (Extended Version)    | 5:01         |

| №   | Название                                             | Длительность |
| --- | ---------------------------------------------------- | ------------ |
| 1.  | «Hand on Your Heart» (The Heartache Mix)             | 5:22         |
| 2.  | «Wouldn't Change a Thing» (The Espagna Mix)          | 5:47         |
| 3.  | «I'm Over Dreaming (Over You)» (Extended Remix)      | 4:56         |
| 4.  | «We Know the Meaning of Love» (Extended Version)     | 5:51         |
| 5.  | «Tears on My Pillow» (12" Remix)                     | 4:20         |
| 6.  | «Especially for You» (Original 12" Mix)              | 5:00         |
| 7.  | «All I Wanna Do Is Make You Mine» (Extended Version) | 6:01         |
| 8.  | «Hand on Your Heart» (Smokin' Remix)                 | 5:33         |
| 9.  | «Wouldn't Change a Thing» (Yoyo's 12" Mix)           | 6:38         |
| 10. | «Especially for You» (Original 7" Mix)               | 3:31         |
| 11. | «Hand on Your Heart» (Video Mix)                     | 3:45         |
| 12. | «Wouldn't Change a Thing» (The Espagna Mix Edit)     | 4:17         |
| 13. | «Never Too Late» (Oz Tour Mix)                       | 5:06         |
| 14. | «I'm Over Dreaming (Over You)» (7" Remix)            | 3:23         |
| 15. | «Hand on Your Heart» (Dub)                           | 5:32         |

| №   | Название                                                     | Длительность |
| --- | ------------------------------------------------------------ | ------------ |
| 1.  | «Especially For You» (видеоклип, дуэт с Джейсоном Донованом) |              |
| 2.  | «Hand on Your Heart» (видеоклип)                             |              |
| 3.  | «Wouldn't Change a Thing» (видеоклип)                        |              |
| 4.  | «Never Too Late» (видеоклип)                                 |              |
| 5.  | «Tears on My Pillow» (видеоклип)                             |              |
| 6.  | «Interviews & Intros» (бонус)                                |              |
| 7.  | «The Making of "Never Too Late"» (бонус)                     |              |
| 8.  | «Never Too Late» (закулисье, бонус)                          |              |
| 9.  | «Especially For You» (выступление с Wogan)                   |              |
| 10. | «Especially For You» (выступление с Top of the Pops)         |              |
| 11. | «Hand on Your Heart» (выступление сTop of the Pops)          |              |
| 12. | «Wouldn't Change a Thing» (выступление с Wogan)              |              |
| 13. | «Wouldn't Change a Thing» (выступление сTop of the Pops)     |              |
| 14. | «Never Too Late» (выступление с Going Live!)                 |              |
| 15. | «Never Too Late» (выступление с Top of the Pops)             |              |

## Участники записи
Информация адаптирована из буклета альбома Enjoy Yourself.

| - Кайли Миноуг — основной вокал, бэк-вокал - Джейсон Донован — вокал - Мэй Маккенна — бэк-вокал - Мириам Стокли — бэк-вокал - Пит Уотерман — продюсирование, аранжировки, сведение - Майк Сток — бэк-вокал, продюсирование, аранжировки, клавишные - Иэн Карноу — клавишные - Роджер Линн — ударные - Джейсон Бэррон — сведение - Дэйв Форд — сведение | - Джулиан Джинджелл — сведение - Питер Хэммонд — сведение - Фил Хардинг — сведение - Крис Макдоннелл — сведение - Барри Стоун — сведение - Питер Дэй — звукорежиссура, сведение - Карен Хьюитт — звукорежиссура - Грег Фульгинити — мастеринг - Саймон Фаулер — фотографии - Дэвид Хауэллс — дизайн - Лино Карбозьеро — причёска |

## Позиция в чартах
| Чарт (1989)                      | Позиция |
| -------------------------------- | ------- |
| Australian Albums Chart          | 9       |
| Belgian Albums Chart             | 3       |
| Danish Albums Chart              | 10      |
| German Albums Chart              | 33      |
| Greek Albums Chart               | 2       |
| Irish Albums Chart               | 1       |
| Japanese Albums Chart            | 5       |
| New Zealand Albums Chart         | 6       |
| Swedish Albums Chart             | 33      |
| Swiss Albums Chart               | 13      |
| UK Albums Chart                  | 1       |
| Чарт (2015)                      | Позиция |
| Великобритания (UK Albums Chart) | 94      |

| Год  | Чарт                    | Позиция |
| ---- | ----------------------- | ------- |
| 1989 | UK Albums Chart         | 6       |
| 1989 | Australian Albums Chart | 96      |
| 1989 | Европа (Music & Media)  | 91      |

## Сертификации
| Регион | Сертификация  | Продажи    |
| --- | ------------- | ---------- |
| Франция (SNEP) | Золотой       | 100,000*   |
| Гонконг (IFPI Hong Kong)                                                                                                 | Золотой       | 10 000*    |
| Япония (RIAJ) | Золотой       | 100,000^   |
| Новая Зеландия (RMNZ) | Золотой       | 7500^      |
| Швейцария (IFPI Switzerland)                                                                                             | Золотой       | 25 000^    |
| Великобритания (BPI) | 4× Платиновый | 1 200 000^ |
| * Данные о продажах приведены только на основе сертификации. ^ Данные о тиражах приведены только на основе сертификации. |               |            |